# 缝籽嗪
缝籽嗪（英語：geissoschizine），别名缝籽木嗪，是一种吲哚生物碱，化学式C21H24N2O3，可见于長春花、Rhazya stricta、Tabernaemontana siphilitica等物种。